# Kyrkslaviska
Kyrkslaviska, eller Kyrkoslaviska (Церковнославѧнскїй ѧ҆зы́къ; translitteration: Tserkovnoslavjanskij jazik), är ett traditionellt sydöstslaviskt liturgiskt språk som används inom de slaviska Östortodoxa (se slavisk-ortodoxa kyrkor) och Östkatolska kyrkorna (se slavisk-katolska kyrkor).
De gammaltroende, som splittrades från den Rysk-ortodoxa kyrkan under 1600-talet (raskol) i samband att patriark Nikon ville föra kyrkan närmare den Grekisk-ortodoxa kyrkan, använder också språket fast en äldre utgåva vid namn Gamla Moskvautgåvan.
Inom vissa kommuniteter tillhörande den Ortodoxa kyrkan i Finland används kyrkslaviskan där också.

## Ursprung och historik
Kyrkslaviskan går huvudsakligen tillbaka till fornkyrkoslaviskan, som skapades av missionärerna Sankt Kyrillos och Sankt Methodios och deras medhjälpare under 800-talet. Detta språk är i sin tur det äldst belagda slaviska skriftspråket. Kyrillos och Methodios använde det för att översätta delar av Bibeln, samt en del andra religiösa texter, helt eller huvudsakligen från koine.   
Kyrkoslaviskan fungerade även som ett litteraturspråk fram till cirka 1800.   
Idag betraktas det som ett i princip dött språk som endast används liturgiskt. I samband med helgonförklaringarna av nya martyrer som gjorts i Ryssland alltsedan sen Sovjettid (se Rysk-ortodoxa kyrkans nya martyrers och bekännares synaxis) skrivs dock idag hymntexter på kyrkslaviska i en omfattning som inte setts sedan 1400-talet. Språket kan i och med detta sägas ha fått nytt liv.  

Språket är till sitt ursprung närmast ett sydöstslaviskt språk men har i de olika slaviska ortodoxa länderna fått kraftig lokalfärg av respektive lokala folkspråk, vilket givit upphov till olika nationella s.k. redaktioner eller recensioner av kyrkslaviska, som exempelvis den Synodala utgåvan av kyrkslaviskan och den Mähriska-tjeckiska utgåvan av kyrkslaviskan.

## Alfabet
Det kyrkslaviska alfabetet består av 40 bokstäver. Vissa bokstäver betecknar även olika siffror och det finns också olika upphöjda tecken.

## Lista över kyrkor som använder kyrkslaviska

### Ortodoxa kyrkor
- Bulgarisk-ortodoxa kyrkan
- Makedonisk-ortodoxa kyrkan
- Polsk-ortodoxa kyrkan
- Rysk-ortodoxa kyrkan (Synodala utgåvan)
  - Belarusisk-ortodoxa kyrkan
  - Ukrainska ortodoxa kyrkan (Moskvapatriarkatet)
  - Rysk-ortodoxa kyrkan utanför Ryssland

- Ortodoxa kyrkan i Ukraina
- Serbisk-ortodoxa kyrkan
- Tjeckiska och slovakiska ortodoxa kyrkan

### Katolska kyrkor
- Belarusiska grekisk-katolska kyrkan
- Bulgariska grekisk-katolska kyrkan
- Grekisk-katolska kyrkan i Kroatien och Serbien
- Katolska kyrkan av bysantinsk-slavisk rit i Polen
- Makedoniska grekisk-katolska kyrkan
- Rutenska grekisk-katolska kyrkan
- Ryska grekisk-katolska kyrkan
- Slovakiska grekisk-katolska kyrkan
- Ukrainska grekisk-katolska kyrkan

### Kyrkor som inte är i gemenskap med de ovanstående
- Montenegrinsk-ortodoxa kyrkan
- Gammaltroende (Gamla Moskvautgåvan)

### Icke-slaviska kyrkor
- Ortodoxa kyrkan i Finland

## Bilder

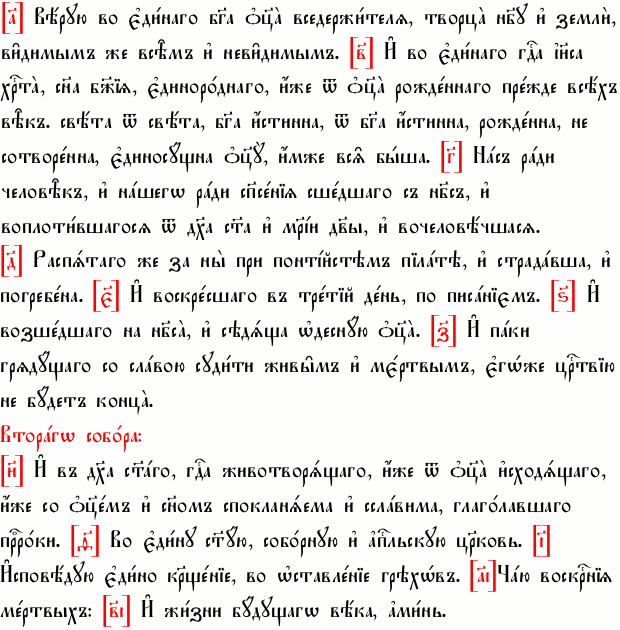
Nicaenska trosbekännelsen på kyrkslaviska
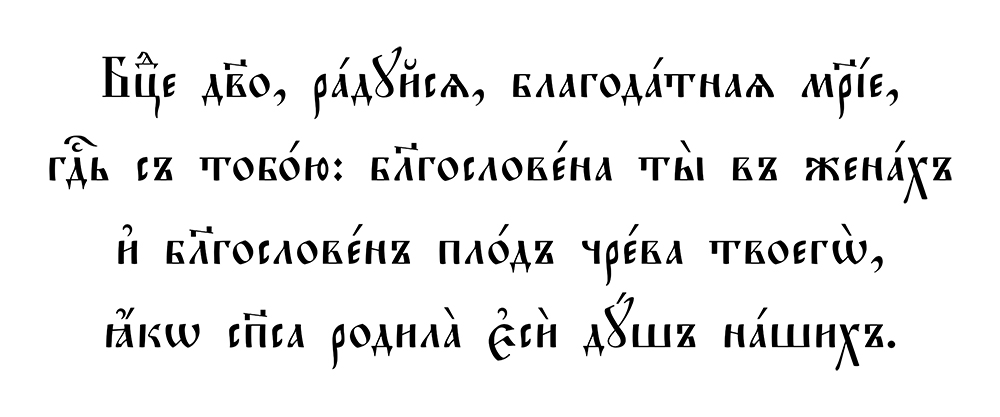
Hymn till den Allraheligaste Gudaföderskan på kyrkslaviska
Bön av Helige Nikolaj Velimirović på kyrkslaviska
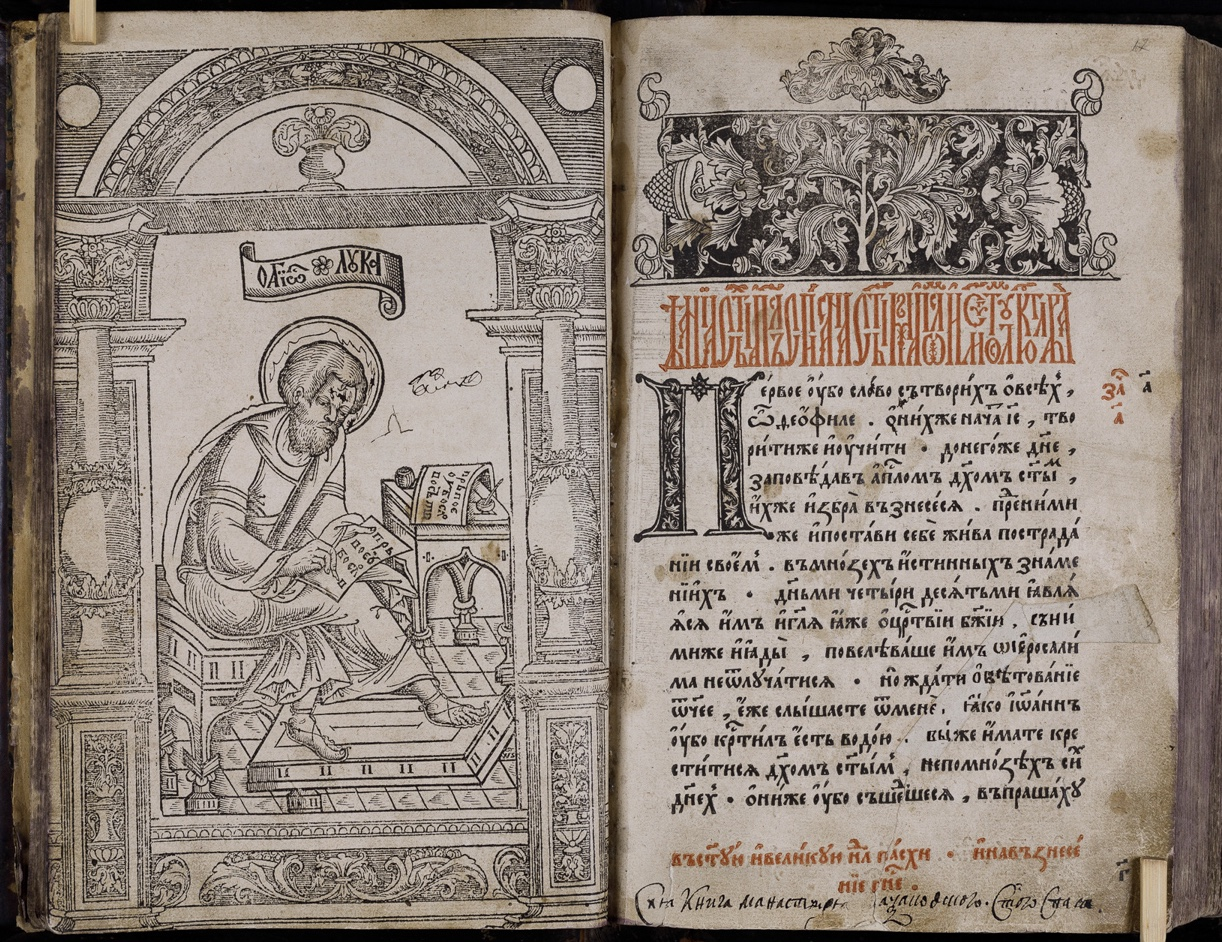
Apostolos på kyrkslaviska
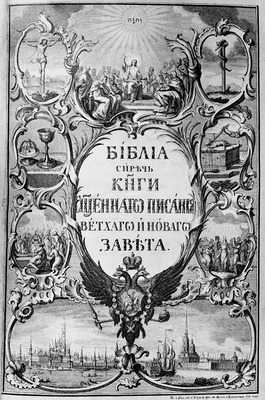
Elisabetbibeln, utgiven år 1751, är en kyrkslavisk bibelöversättning
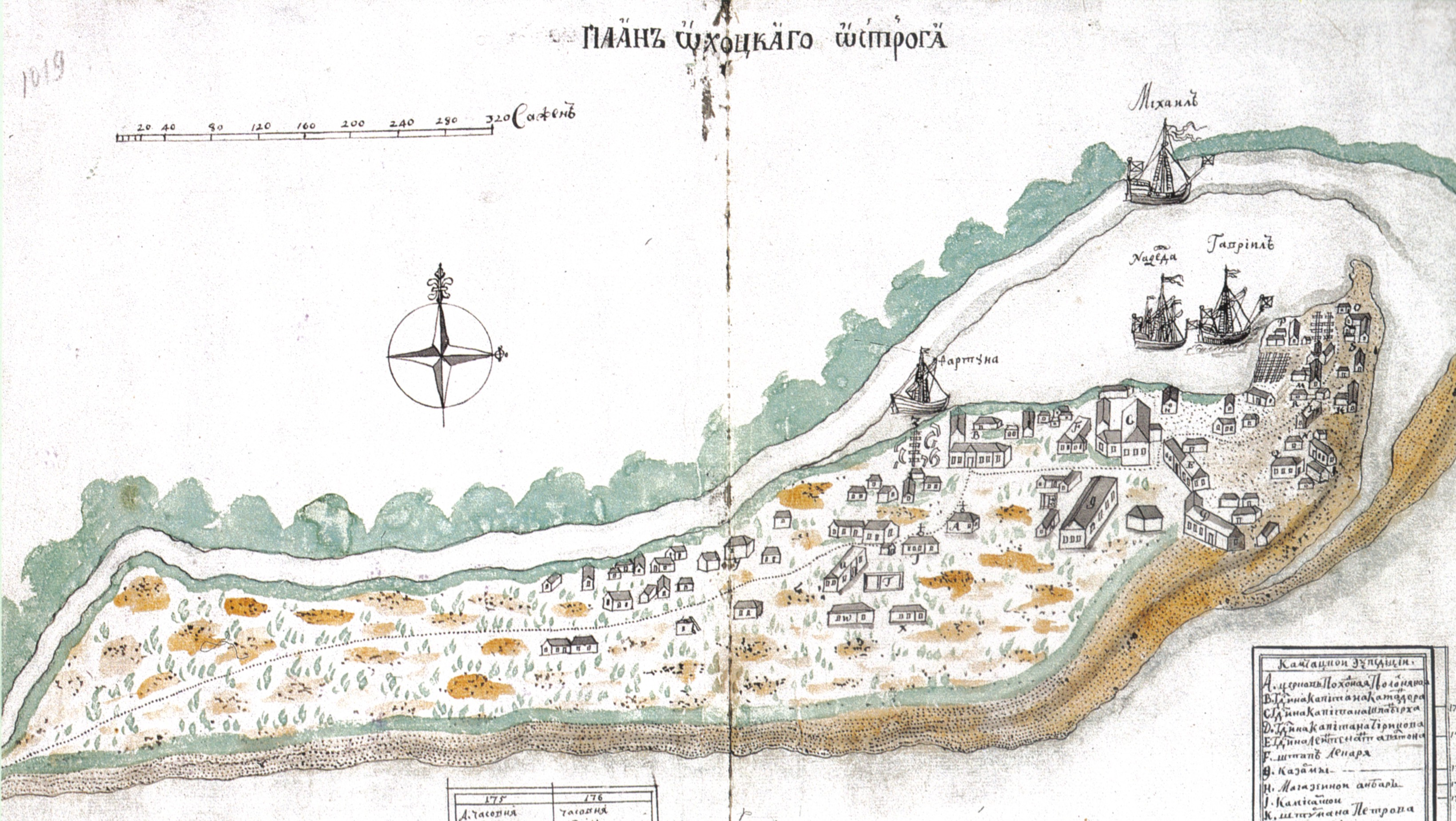
Karta på kyrkslaviska från år 1737